# حوزه انتخابیه اول کنتیکت
حوزه انتخابیه اول کنتیکت یک حوزه انتخابیه مجلس نمایندگان آمریکا است که در ایالت کنتیکت قرار دارد.